# Linia kolejowa nr 201
Linia kolejowa nr 201 Nowa Wieś Wielka – Gdynia Port – pierwszorzędna (na odcinku do km 33,000 magistralna), częściowo zelektryfikowana, jedno- i dwutorowa linia kolejowa w północnej Polsce, łącząca Nową Wieś Wielką ze stacją towarową Gdynia Port przez Bydgoszcz Leśną, Wierzchucin, Lipową Tucholską, Kościerzynę, Somonino i Gdynię. Linia położona jest w granicach województw kujawsko-pomorskiego i pomorskiego na obszarze działania PKP PLK Zakładu Linii Kolejowych w Gdańsku. Na całej długości wyposażona jest w elektromagnesy SHP.
Linia kolejowa nr 201 jest częścią Magistrali Węglowej, jednej z głównych inwestycji w infrastrukturę II RP. Jest linią znaczenia państwowego. Linia ta zapewniała połączenie z portem w Gdyni z pominięciem Wolnego Miasta Gdańska, przez co ułatwiała eksport węgla kamiennego, wcześniej mocno utrudniany przez władze WM Gdańska. W wyniku zmiany granic w 1939 linia ta straciła na znaczeniu, przez co stała się linią lokalną, która w razie problemów na odcinku Tczew – Gdańsk – Gdynia jest wykorzystywana jako objazd.

## Przebieg
Linia kolejowa nr 201 rozpoczyna się w miejscowości Nowa Wieś Wielka, gdzie rozgałęziają się północne odnogi Magistrali Węglowej, a następnie biegnie niemalże południkowo na północ, gdzie dociera do wschodnich przedmieść Bydgoszczy. Po dotarciu do linii kolejowej nr 18, łączącej Kutno z Piłą przez Toruń i Bydgoszcz, skręca na zachód, po czym obie linie biegną albo równolegle (linia nr 201 obsługuje stacje towarowe) albo tymi samymi torami. Pomiędzy Bydgoszczą Leśną a Rynkowem linia nr 201 skręca na północny wschód, gdzie do Maksymilianowa ma wspólny przebieg z linią kolejową nr 131 (Magistralą Węglową). W Maksymilianowie odbija na północ, skąd ponownie biegnie południkowo aż do Kościerzyny. W Kościerzynie linia skręca na północny wschód w kierunku Gdyni, omijając przeszkody terenowe (np. jeziora). Odchylenia od prostej są największe w samej Gdyni.
Na odcinku pomiędzy Gdańskiem Osową a Gdynią Główną ze względu na trudny profil linia została zbudowana od razu jako dwutorowa. Drugim odcinkiem dwutorowym jest położony w węźle bydgoskim odcinek Nowa Wieś Wielka – Maksymilianowo, gdzie drugi tor został dobudowany w 1942.
Linia biegnie kolejno przez powiaty bydgoski, Bydgoszcz, bydgoski, świecki, tucholski, chojnicki, kościerski, kartuski, Gdańsk i Gdynię. Węglówka biegnie przez następujące mezoregiony: Równina Inowrocławska, Kotlina Toruńska, Wysoczyzna Świecka, Bory Tucholskie, Pojezierze Kaszubskie oraz Pobrzeże Kaszubskie.

## Charakterystyka techniczna
| Wykaz maksymalnych prędkości w km/h                                     | Wykaz maksymalnych prędkości w km/h | Wykaz maksymalnych prędkości w km/h | Wykaz maksymalnych prędkości w km/h | Wykaz maksymalnych prędkości w km/h | Wykaz maksymalnych prędkości w km/h | Wykaz maksymalnych prędkości w km/h | Wykaz maksymalnych prędkości w km/h | Wykaz maksymalnych prędkości w km/h | Wykaz maksymalnych prędkości w km/h |
| tor 1                                                                   | tor 1                               | tor 1                               |                                     | odcinek linii                       | odcinek linii                       |                                     | tor 2                               | tor 2                               | tor 2                               |
| pociągi pasażerskie                                                     | szynobusy                           | pociągi towarowe                    | km pocz                             | km końcowy                          | pociągi pasażerskie                 | szynobusy                           | pociągi towarowe                    |                                     |                                     |
| ----------------------------------------------------------------------- | ----------------------------------- | ----------------------------------- | ----------------------------------- | ----------------------------------- | ----------------------------------- | ----------------------------------- | ----------------------------------- | ----------------------------------- | ----------------------------------- |
| 100                                                                     | 100                                 | 100                                 | -1,395                              | 0,156                               | 50                                  | 50                                  | 50                                  |                                     |                                     |
| 100                                                                     | 100                                 | 100                                 | 0,156                               | 17,866                              | 100                                 | 100                                 | 100                                 |                                     |                                     |
| 100                                                                     | 100                                 | 100                                 | 17,866                              | 20,062                              | 90                                  | 90                                  | 90                                  |                                     |                                     |
| 90                                                                      | 90                                  | 90                                  | 20,062                              | 20,505                              | 90                                  | 90                                  | 90                                  |                                     |                                     |
| 90                                                                      | 90                                  | 90                                  | 20,505                              | 22,174                              | 50                                  | 50                                  | 50                                  |                                     |                                     |
| 90                                                                      | 90                                  | 90                                  | 22,174                              | 22,200                              | 100                                 | 100                                 | 100                                 |                                     |                                     |
| 100                                                                     | 100                                 | 100                                 | 22,200                              | 31,730                              | 100                                 | 100                                 | 100                                 |                                     |                                     |
| 100                                                                     | 100                                 | 100                                 | 31,730                              | 31,735                              | 50                                  | 50                                  | 50                                  |                                     |                                     |
| 50                                                                      | 50                                  | 50                                  | 31,735                              | 34,075                              | 50                                  | 50                                  | 50                                  |                                     |                                     |
| 50                                                                      | 50                                  | 50                                  | 34,075                              | 34,476                              | odcinek jednotorowy                 | odcinek jednotorowy                 | odcinek jednotorowy                 |                                     |                                     |
| 120                                                                     | 120                                 | 80                                  | 34,476                              | 71,349                              | odcinek jednotorowy                 | odcinek jednotorowy                 | odcinek jednotorowy                 |                                     |                                     |
| 100                                                                     | 100                                 | 80                                  | 71,349                              | 96,500                              | odcinek jednotorowy                 | odcinek jednotorowy                 | odcinek jednotorowy                 |                                     |                                     |
| 100                                                                     | 100                                 | 90                                  | 96,500                              | 136,348                             | odcinek jednotorowy                 | odcinek jednotorowy                 | odcinek jednotorowy                 |                                     |                                     |
| 70                                                                      | 70                                  | 70                                  | 136,348                             | 137,028                             | odcinek jednotorowy                 | odcinek jednotorowy                 | odcinek jednotorowy                 |                                     |                                     |
| 90                                                                      | 90                                  | 90                                  | 137,028                             | 139,030                             | odcinek jednotorowy                 | odcinek jednotorowy                 | odcinek jednotorowy                 |                                     |                                     |
| 100                                                                     | 100                                 | 90                                  | 139,030                             | 139,760                             | odcinek jednotorowy                 | odcinek jednotorowy                 | odcinek jednotorowy                 |                                     |                                     |
| 120                                                                     | 120                                 | 90                                  | 139,760                             | 148,400                             | odcinek jednotorowy                 | odcinek jednotorowy                 | odcinek jednotorowy                 |                                     |                                     |
| 100                                                                     | 100                                 | 90                                  | 148,400                             | 153,670                             | odcinek jednotorowy                 | odcinek jednotorowy                 | odcinek jednotorowy                 |                                     |                                     |
| 110                                                                     | 110                                 | 90                                  | 153,670                             | 159,190                             | odcinek jednotorowy                 | odcinek jednotorowy                 | odcinek jednotorowy                 |                                     |                                     |
| 100                                                                     | 100                                 | 90                                  | 159,190                             | 161,690                             | odcinek jednotorowy                 | odcinek jednotorowy                 | odcinek jednotorowy                 |                                     |                                     |
| 90                                                                      | 90                                  | 90                                  | 161,690                             | 162,350                             | odcinek jednotorowy                 | odcinek jednotorowy                 | odcinek jednotorowy                 |                                     |                                     |
| 110                                                                     | 110                                 | 90                                  | 162,350                             | 175,200                             | odcinek jednotorowy                 | odcinek jednotorowy                 | odcinek jednotorowy                 |                                     |                                     |
| 120                                                                     | 120                                 | 90                                  | 175,200                             | 186,530                             | odcinek jednotorowy                 | odcinek jednotorowy                 | odcinek jednotorowy                 |                                     |                                     |
| 120                                                                     | 120                                 | 90                                  | 186,530                             | 189,510                             | 120                                 | 120                                 | 90                                  |                                     |                                     |
| 100                                                                     | 100                                 | 90                                  | 189,510                             | 190,250                             | 100                                 | 100                                 | 90                                  |                                     |                                     |
| 90                                                                      | 90                                  | 90                                  | 190,250                             | 193,620                             | 90                                  | 90                                  | 90                                  |                                     |                                     |
| 100                                                                     | 100                                 | 90                                  | 193,620                             | 196,500                             | 100                                 | 100                                 | 90                                  |                                     |                                     |
| 90                                                                      | 90                                  | 90                                  | 196,500                             | 202,000                             | 90                                  | 90                                  | 90                                  |                                     |                                     |
| 120                                                                     | 120                                 | 90                                  | 202,000                             | 203,750                             | 100                                 | 100                                 | 90                                  |                                     |                                     |
| 80                                                                      | 80                                  | 60                                  | 203,750                             | 205,668                             | 80                                  | 80                                  | 60                                  |                                     |                                     |
| 30                                                                      | 30                                  | 30                                  | 205,668                             | 207,100                             | 80                                  | 80                                  | 60                                  |                                     |                                     |
| 30                                                                      | 30                                  | 30                                  | 207,100                             | 210,374                             | 20                                  | 20                                  | 20                                  |                                     |                                     |
|                                                                         |                                     |                                     | 210,374                             | 210,763                             | 20                                  | 20                                  | 20                                  |                                     |                                     |
| zawiera ograniczenia z Wykazu Ostrzeżeń Stałych stan na 31 grudnia 2022 |                                     |                                     |                                     |                                     |                                     |                                     |                                     |                                     |                                     |

## Historia

### Przed budową Magistrali Węglowej
Linia kolejowa nr 201 jest północnym fragmentem międzywojennej Magistrali Węglowej, która łączyła Śląsk z Portem w Gdyni omijając terytorium Wolnego Miasta Gdańsk. Przeznaczenie linii spowodowało między innymi ominięcie w odległości kilkudziesięciu kilometrów Łodzi. Jedynym dużym miastem przez jakie przechodziła ta linia była Bydgoszcz, jednakże i w tym przypadku magistrala biegnie przez położoną peryferyjnie wschodnią część miasta.
Jedynym wykorzystanym odcinkiem istniejącej wcześniej linii kolejowej był krótki odcinek linii kolejowej Kościerzyna – Kartuzy, a dokładniej 13,5 km odcinek pomiędzy Gołubiem Kaszubskim a Somoninem, otwarty 14 listopada 1901. Dodatkowo tuż po I wojnie światowej powstały odcinki omijające Wolne Miasto Gdańsk łączące Kokoszki z Gdynią. Jednakże wielki pośpiech, w którym powstały te linie, spowodował, że nadawały się one jedynie do ruchu lokalnego i wojskowego.

### Plany
W 1920 polski rząd ustalił ogólny zarys głównych tras transportowych w Polsce. Za priorytet uznano połączenie zagłębi górniczych z Warszawą, Gdańskiem, Hrubieszowem i Koninem. Projekt ten, będący tylko ogólnym zarysem, stał się bazą dla projektów szczegółowych, które powstały w latach 1926–1928.
Ze względu na wrogą postawę władz Gdańska wobec Polski i trudności związanych z eksploatacją portu w Gdańsku, 23 września 1922 Sejm uchwalił decyzję o budowie portu w Gdyni, a dokładniej na terenach pomiędzy wsiami Oksywie i Gdynia. Problemem w eksploatacji portu był jednak brak dojazdu koleją bez konieczności przejazdu przez terytorium WMG. Dodatkowym impulsem do budowy magistrali ułatwiającej eksport drogą morską była wojna celna między Polską a Niemcami. Polska posiadała wówczas dużą nadprodukcję węgla w stosunku do własnych potrzeb oraz możliwości wyeksportowania go do państw sąsiadujących innych niż Niemcy. Kolejnym powodem, dla którego ta magistrala była istotna, była możliwość tranzytu, szczególnie z Czechosłowacji, która nie miała dostępu do żadnego morza, ale również Rumunii i Bułgarii, dla których dostęp do Bałtyku był lepszy niż w kierowanie eksportu przez Morze Czarne lub Jugosławię.

### Budowa
7 października 1925 Rada Ministrów wydała rozporządzenie o wywłaszczeniu nieruchomości potrzebnych do budowy kolei Bydgoszcz-Gdynia. Linia była budowana początkowo przez państwo, jednakże wszystkie mosty i przepusty były budowane przez prywatne firmy, które musiały wygrać przetarg na całym około 20 km odcinku. Umowy z prywatnymi firmami były podpisywane w latach 1927–1929, już podczas budowy linii.
Pierwszym odcinkiem linii nr 201, zbudowanym jako Magistrala Węglowa, była obwodnica Bydgoszczy pomiędzy Bydgoszczą Wschód a Maksymilianowem. Linia ta, otwarta 15 maja 1928, pozwalała na przejazd od strony Torunia w kierunku Tczewa bez konieczności zmiany czoła pociągu na stacji Bydgoszcz Główna.
Drugim w kolejności odcinkiem było połączenie Bąka z Kościerzyną. Otwarcie tej linii nastąpiło 15 października 1928, jednakże przejezdność została zapewniona już 1 listopada 1926. Linia ta miała dwa zadania: z jednej strony pozwalała na dowóz materiałów budowlanych, z drugiej skracała drogę pomiędzy Tczewem a Kościerzyną, gdyż nie wymagała dojazdu do granicznej stacji Chojnice. Linia ta na odcinku dojazdowym pomiędzy Czerskiem a Bąkiem wykorzystywała nasypy nieukończonej linii łączącej Czersk (Ostbahn) z Gdańskiem, a w przyszłości miała być częścią magistrali łączącej Gdańsk z Poznaniem. Odcinek Czersk – Bąk miał być wjazdem na magistralę w kierunku północnym z Chojnic (Niemiec) i Tczewa (Prus Wschodnich).
Kryzys gospodarczy spowodował, że państwo nie dysponowało wystarczającymi środkami na dokończenie inwestycji. Dodatkowo trzeba było wygospodarować środki na remont linii już istniejących. Aby ratować inwestycje zastanawiano się między innymi nad sprzedażą akcji Banku Polskiego, co spotkało się ze sprzeciwem rządu. W 1930 znacznie spadły dochody PKP, stąd latem rząd, działając pod presją, rozpoczął negocjacje z inwestorami z Francji, którzy w związku wieloletnimi kontaktami politycznymi pomiędzy Francją a Polską zdecydowali się na dokończenie linii z własnych środków w zamian za koncesję na przewozy tą linią. Dodatkowo wśród założycieli Francusko-Polskiego Towarzystwa Kolejowego znajdował się koncern Schneider et Co, który wchodził w skład konsorcjum budującego port w Gdyni i mającego swoje udziały w kopalniach i hutach na Śląsku. Francusko-Polskie Towarzystwo Kolejowe miało 8 mln franków francuskiego i 7 mln franków polskiego kapitału. Dodatkowo wyemitowano obligacje w celu pokrycia pozostałych kosztów budowy.
9 listopada 1930 otwarto całą linię pomiędzy Bydgoszczą a Gdynią. Dodatkowo skorygowano istniejące wcześniej odcinki pomiędzy Kościerzyną a Gołubiem (linia Kościerzyna – Kartuzy) i Osową (obecnie Gdańsk Osowa) a Gdynią (obecnie Gdynia Główna, linia Gdynia – Kokoszki). 21 grudnia otwarto odcinek pomiędzy Nową Wsią Wielką a Bydgoszczą Wschodnią, co spowodowało domknięcie całej linii ze Śląska do Gdyni. Za stacją Gdynia linia ta wchodziła w bocznicę portową, która początkowo nie była częścią linii 201. Mimo że linia była już eksploatowana, ostatnie prace wykończeniowe prowadzone były jeszcze do jesieni 1933, natomiast prace nad infrastrukturą towarzyszącą trwały jeszcze w kolejnym roku. Podczas budowy wprowadzono zmiany w projekcie spowodowane potrzebami miejscowej ludności. Między innymi 22 maja 1932 oddano do użytku przystanki Babidół (ob. Babi Dół) oraz Żukowo Wschodnie. Na wyżej wymienionych stacjach powstały również dworce mające odprawę bagażową.
W dwudziestoleciu międzywojennym po magistrali węglowej poruszały się przede wszystkim pociągi towarowe. Pociągi pasażerskie (dalekobieżne) kierowane były przez Tczew i Wolne Miasto Gdańsk. Jedyne pociągi pasażerskie poruszające się po linii 201 to kilka par lokalnych pociągów osobowych obsługujących głównie węzeł kościerski, jedna para pociągów osobowych dalekobieżnych Gdynia – Katowice obsługiwana przez parowóz Ok22 oraz, przez krótki okres, pociąg pospieszny Lwów – Gdynia.

### II wojna światowa
25 sierpnia 1939 kolej została zmilitaryzowana, a w nocy z 31 sierpnia na 1 września wszedł w życie wojenny rozkład jazdy. Na północnym odcinku magistrali działał III improwizowany pociąg pancerny Obrony Wybrzeża „Smok Kaszubski”. Wraz z wkroczeniem Wehrmachtu Niemcy zajęli wszystkie obiekty kolejowe oraz tabor, a linia została administracyjnie przydzielona do Reichsbahndirektion Danzig. Linia 201 została mocno uszkodzona w wyniku kampanii wrześniowej, jednakże ze względu na istotną rolę w gospodarce Rzeszy została odbudowana już w 1940. Ze względu na korzystniejsze warunki na linii Bydgoszcz – Tczew – Gdańsk, północna część magistrali (czyli linia 201) została zdegradowana do linii drugorzędnej, przez co nie była modernizowana podczas wojny (oprócz odcinka Nowa Wieś Wielka – Bydgoszcz Wschód). W marcu 1945 linia kolejowa przejęta została przez administrację polską; ostatni fragment (Gdynia) został wyzwolony 26 marca.

### Odbudowa powojenna
Już po przejęciu władzy na Pomorzu przez polską administrację rozpoczęły się prace związane z odbudową zniszczonej infrastruktury. Cała linia została przydzielona do DOKP w Gdańsku, która została podzielona na strefy odpowiedzialne za odbudowę na swoim terenie. Linią nr 201 zajmowały się jednostki Bydgoszcz, Gdynia i Kościerzyna. Problemem okazała się jednak umowa koncesyjna, która dawała Francusko-Polskiemu Towarzystwu Kolejowemu koncesję do 1975. Władze komunistyczne, chcąc wykazać prawną ciągłość państwa, zmuszone były respektować te umowy; z drugiej strony komunistom nie na rękę była kontrola bardzo ważnej linii kolejowej przez prywatny i do tego zachodni kapitał. Władze PKP robiły wszystko, by zniechęcić Francuzów do roszczeń, dodatkowo starały się jak najszybciej wypowiedzieć umowę nie naruszając przy tym jej warunków. Ostatecznie umowę udało się wypowiedzieć dopiero 10 maja 1947. 1 lipca 1949 odwołano militaryzację kolei, przez co przywrócono, w miarę możliwości, jej normalną pracę. W tym samym czasie przywrócono przejezdność linii. 15 lutego 1948 niedaleko posterunku Krykulec (obecnie na terenie miasta Gdynia) zdarzył się wypadek. Pociąg towarowy prowadzony lokomotywą Ty246, prowadzony przez niedoświadczonego, nie zaznajomionego ze szlakiem maszynistę, na skutek wyczerpania powietrza w hamulcach wjechał na tył innego pociągu niszcząc 16 wagonów. Usunięcie skutków wypadku trwało ok. 4 dni, a szacowano szkody wyniosły 9 mln zł. W następstwie wypadku w 1949 pomiędzy Osową a Gdynią zostały wybudowane tory łapankowe według projektu inż. Köpcke. Odbudowa linii zakończyła się w 1953.

### 1953–1990

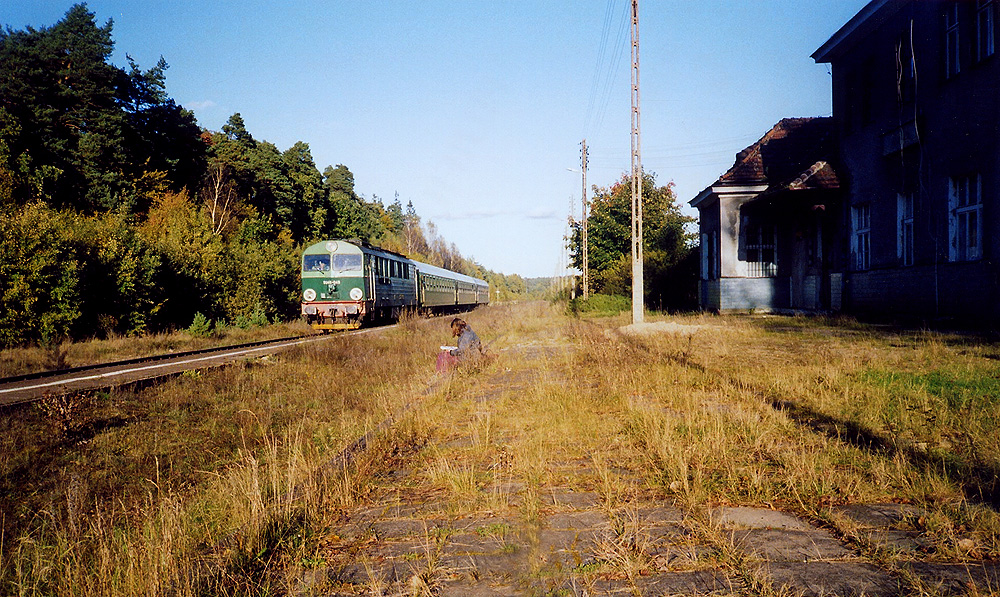
Pociąg osobowy z Gdyni do Kościerzyny (październik 2007)

Po odbudowie rola linii początkowo rosła ze względu na przeciążenie odcinka Tczew – Gdańsk. Ruch tranzytowy w latach 50. zaczął jednak maleć, z drugiej strony wzrósł jednak ruch lokalny związany z rozwojem lokalnego przemysłu w powiecie kościerskim oraz ościennych. W latach 60. dość szybko rozwijał się ruch pasażerski, szczególnie na odcinku Kościerzyna – Gdynia. W 1960 pomiędzy tymi miastami jeździło 9 par pociągów, natomiast w 1963 już 13, co było najwyższym wynikiem na tej trasie.
W późnych latach 50., oprócz kończącej się odbudowy, ważnym czynnikiem była elektryfikacja linii, szczególnie magistralnych i podmiejskich. Trakcja elektryczna była tańsza i mniej kłopotliwa w eksploatacji, stąd w miarę możliwości przekierowywano pociągi na linie zelektryfikowane. W 1969 została zelektryfikowana trasa Bydgoszcz – Tczew – Gdańsk, co spowodowało, iż zaczęły być tam przekierowywane pociągi tranzytowe.
5 października 1967 roku zelektryfikowano odcinek Nowa Wieś Wielka – Maksymilianowo.
15 czerwca 1969 o 15:40 na jednotorowym szlaku pomiędzy Kościerzyną a Skorzewem zdarzył się wypadek. Zderzyły się czołowo skład towarowy prowadzony lokomotywą Ty246-84 ze składem osobowym prowadzonym lokomotywą Ok1-279. W katastrofie zginęło 7 osób, a 14 zostało rannych. Był to najtragiczniejszy wypadek w historii lokomotyw Ty246.
30 czerwca 1970 roku zakończono elektryfikację odcinka Gdynia Główna – Gdynia Port.
W 1978 PKP zapowiadały szybkie wycofanie parowozów z ruchu pasażerskiego oraz z ruchu towarowego na liniach o trudnym profilu w Północnej DOKP. W 1978 na terenie całej dyrekcji było 13 sprawnych parowozów, głównie obsługujących manewry. Ostra zima 1978/1979 spowodowała jednak powrót parowozów.
W latach 80. dokonano remontu linii, który jednak nie był połączony z żadną modernizacją urządzeń SRK, które pochodziły z czasów II wojny światowej.

### Po 1990

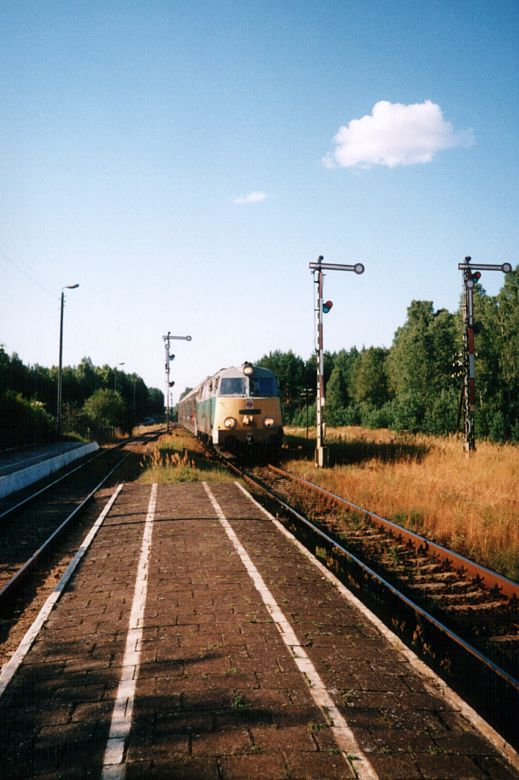
Jeden z ostatnich pociągów Przewozów Regionalnych relacji Wierzchucin Bydgoszcz (2007)

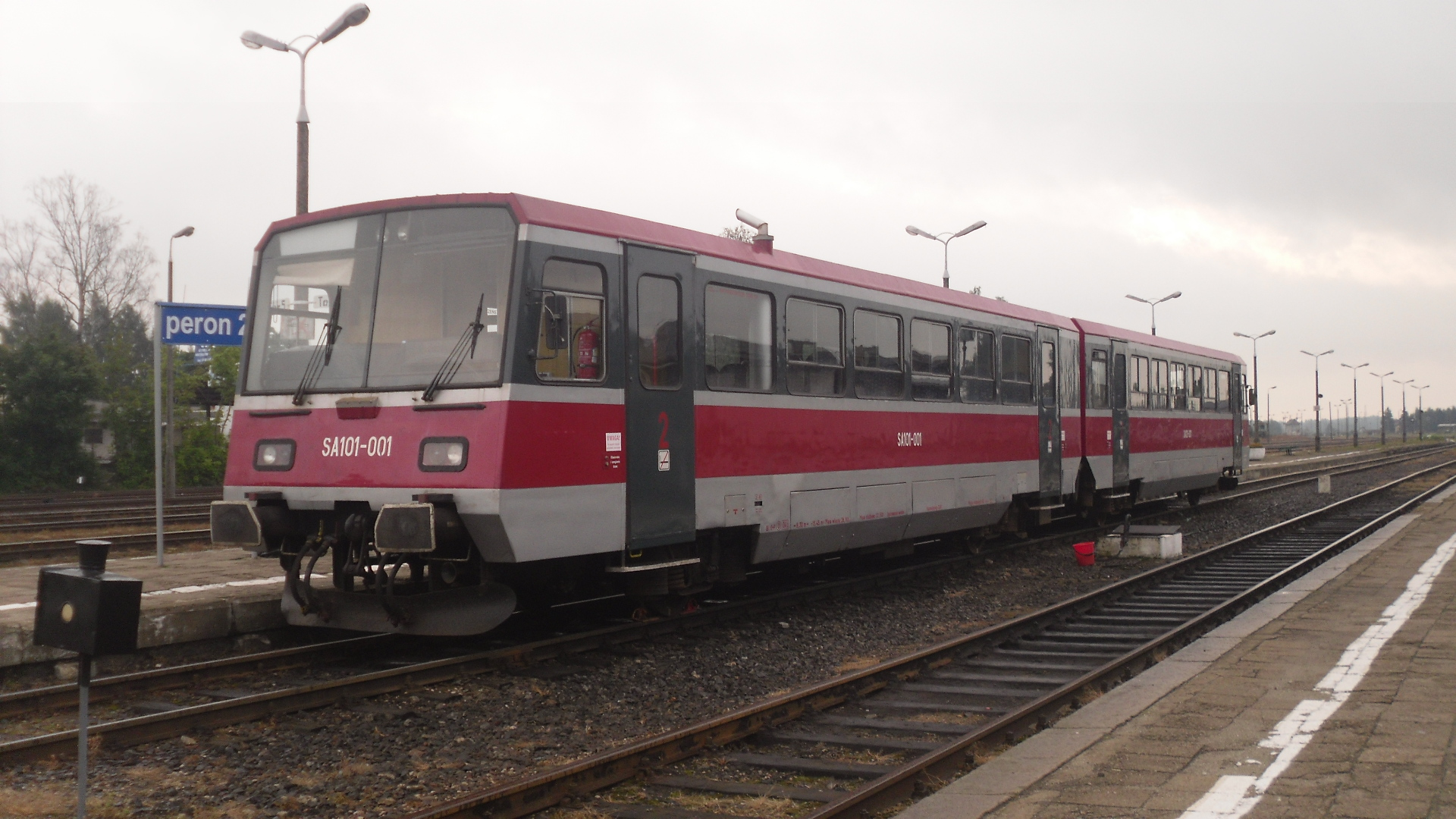
SA101 w Kościerzynie

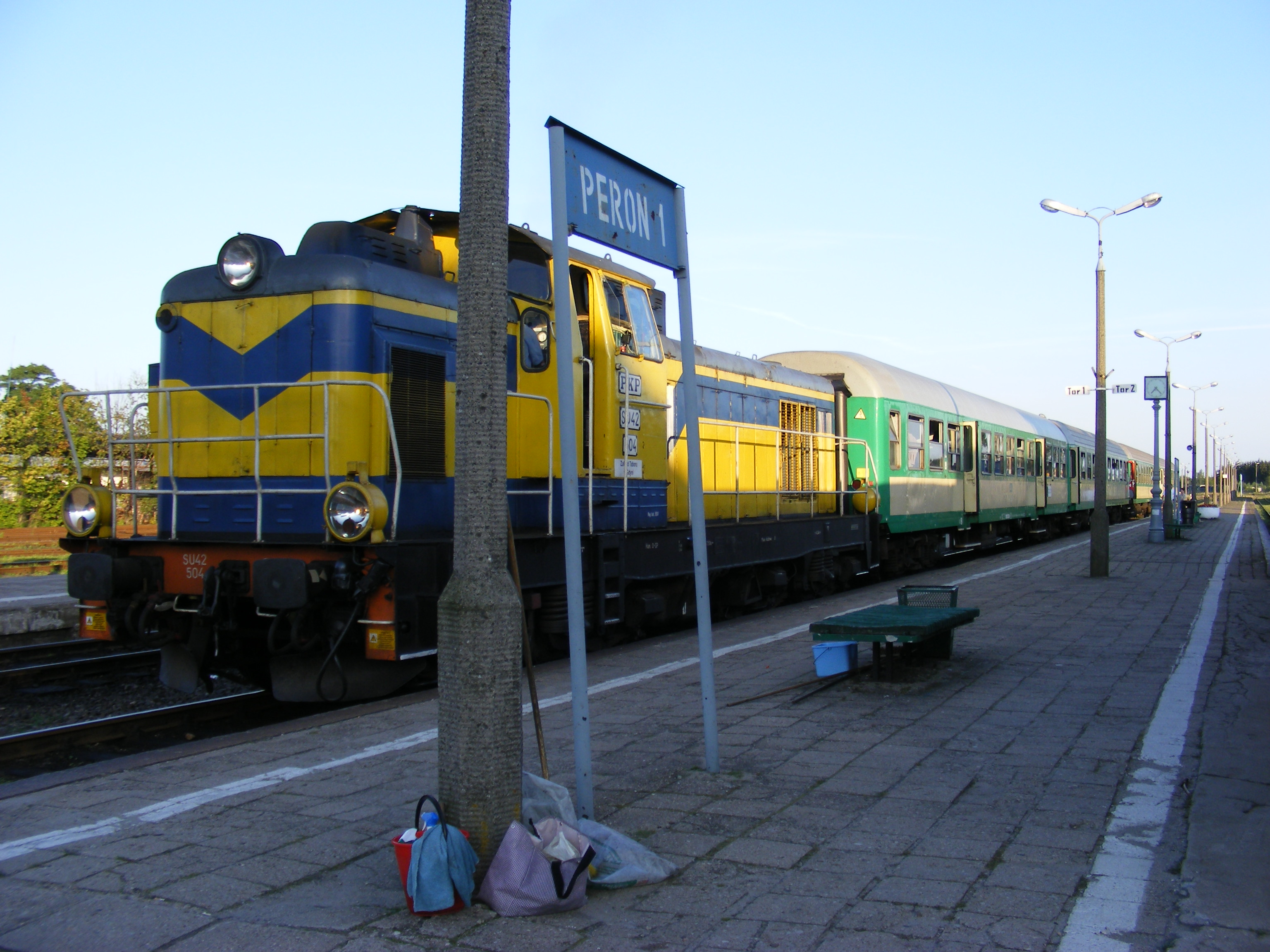
SU42 z pociągiem do Gdyni (2007)

Po 1989 zmiana systemu gospodarczego spowodowała znaczne zmniejszenie przewozów węgla kamiennego, w związku z czym linia 201 nie była już potrzebna do przyjmowania nadwyżek ruchu. 30 sierpnia 1990 przejechał przez Kościerzynę ostatni planowy pociąg pospieszny relacji Gdynia – Wrocław. Linia ta od 1991 służyła wyłącznie niewielkim przewozom towarowym do Gdyni oraz na trasie Chojnice – Bydgoszcz. Dodatkowo rzadko pojawiały się pociągi z przekroczoną skrajnią. Lokalny ruch pasażerski w zasadzie się nie zmienił.
1 kwietnia 1991 zlikwidowano parowozownię w Kościerzynie, a wraz z nią zakończyła się obsługa planowych pociągów w trakcji parowej. Jednakże już pod koniec lat 80. parowozy z kościerskiej parowozowni obsługiwały głównie linie boczne oraz sporadycznie pociągi towarowe. Pozostawiono jedynie parowozy obsługujące pociągi turystyczne (retro).
W 1992 w relacji Kościerzyna – Gdynia pojawiły się pierwsze szynobusy serii SA101, które okazały się wówczas za małe i wkrótce zostały przeniesione na linie o mniejszych potokach podróżnych, w okolicę Czerska i Chojnic. Dwa lata później na tej trasie pojawiła się seria SA102, będąca rozwinięciem SA101, jednak i ona została wycofana z tej linii w 2000.
Na 1993 rok zaplanowana była elektryfikacja odcinka Kościerzyna – Gdynia, która ze względu na przemiany ustrojowe nie została jednak zrealizowana.
24 września 1998 na trasie Gdańsk Osowa – Gdynia Główna odbyły się jazdy pokazowe niemieckiego spalinowego zespołu trakcyjnego VT644 TALENT.
W dniach 22-27 marca 1999 zmodernizowano układ torowy stacji Żukowo Wschodnie. Z tego powodu nastąpiła przerwa w ruchu pociągów na odcinku Borkowo-Rębiechowo, natomiast w relacji Kościerzyna-Borkowo i Rębiechowo-Gdynia Główna pociągi jeździły wahadłowo.
1 grudnia 1999 została zamknięta stacja kolejowa Wieżyca. Ramiona semaforów zostały opuszczone, nastawnie zabarykadowane, a rozjazdy przełączone na sterowanie ręczne. Od tego czasu stacja została zdegradowana do przystanku osobowego.
2 kwietnia 2000 zamknięty został dla ruchu pasażerskiego (osobowego) odcinek Nowa Wieś Wielka – Bydgoszcz Wschód, latem jednak jeździł tędy jeszcze wakacyjny pociąg Katowice – Słupsk.
Na linii pomiędzy Kościerzyną a Gdynią testowana była Pesa 214M. Pojazd ten pomiędzy Kościerzyną a Skorzewem uzyskał prędkość 130 km/h.
Od 9 lipca 2001, w czasie powodzi w Gdańsku, cały ruch pasażerski do/z Trójmiasta został przekierowywany przez Wierzchucin/Tczew i Kościerzynę. Ze względu na duży ruch i niską przepustowość linii pociągi towarowe obsługujące port w Gdyni formowane były w jak najcięższe składy na stacji Zajączkowo Tczewskie. Po kilku dniach przywrócona została przejezdność jednego toru pomiędzy Gdańskiem i Tczewem, w związku z czym pociągi pasażerskie wróciły na tradycyjne trasy.
W marcu 2002, z powodu remontu wiaduktu nad ulicą Grunwaldzką w Bydgoszczy, poprowadzono objazdy południowym odcinkiem węglówki. Jeździło tędy kilkanaście par pociągów pasażerskich, w tym ekspres Piast z Wrocławia do Gdyni.
W 2006 uruchomiony został wakacyjny pociąg pospieszny Bory Tucholskie z Warszawy Wschodniej do Kołobrzegu. Pociąg ten przejeżdżał przez magistralę węglową na odcinku Maksymilianowo – Wierzchucin bez zatrzymywania się na żadnej stacji na tej linii. Połączenie to było najdłuższą trasą realizowaną przez PKP Intercity trakcją spalinową. Rozkład 2008/2009 aż do rozkładu 2015/2016 był ostatnim, w którym pojawił się na tej trasie pociąg pospieszny.
9 grudnia 2007 na torach województwa kujawsko-pomorskiego zadebiutował prywatny przewoźnik Arriva PCC. Początkowo na linii 201 pociągi Arrivy jeździły na trasach Bydgoszcz – Wierzchucin (i dalej do Chojnic) oraz Laskowice Pomorskie – Czersk (na linii 201 odcinek Wierzchucin – Lipowa Tucholska).
W 2008, w ramach modernizacji linii Warszawa – Gdynia przed Mistrzostwami Europy w piłce nożnej, zmodernizowany został dworzec oraz perony stacji Gdynia Główna. W ramach tego remontu zmodernizowano głowicę stacji od strony Kościerzyny.
Od marca do końca czerwca 2010, ze względu na remont linii kolejowej pomiędzy Pszczółkami a Pruszczem Gdańskim, na linię 201 przekierowany został cały ruch towarowy z kierunku południowego do trójmiejskich portów. Ze względu na niską przepustowość trasy pomiędzy Bąkiem a Maksymilianowem ruch został podzielony i skierowany na trasy Bydgoszcz – Bąk – Kościerzyna – Gdynia i Tczew – Czersk – Bąk – Kościerzyna – Gdynia.

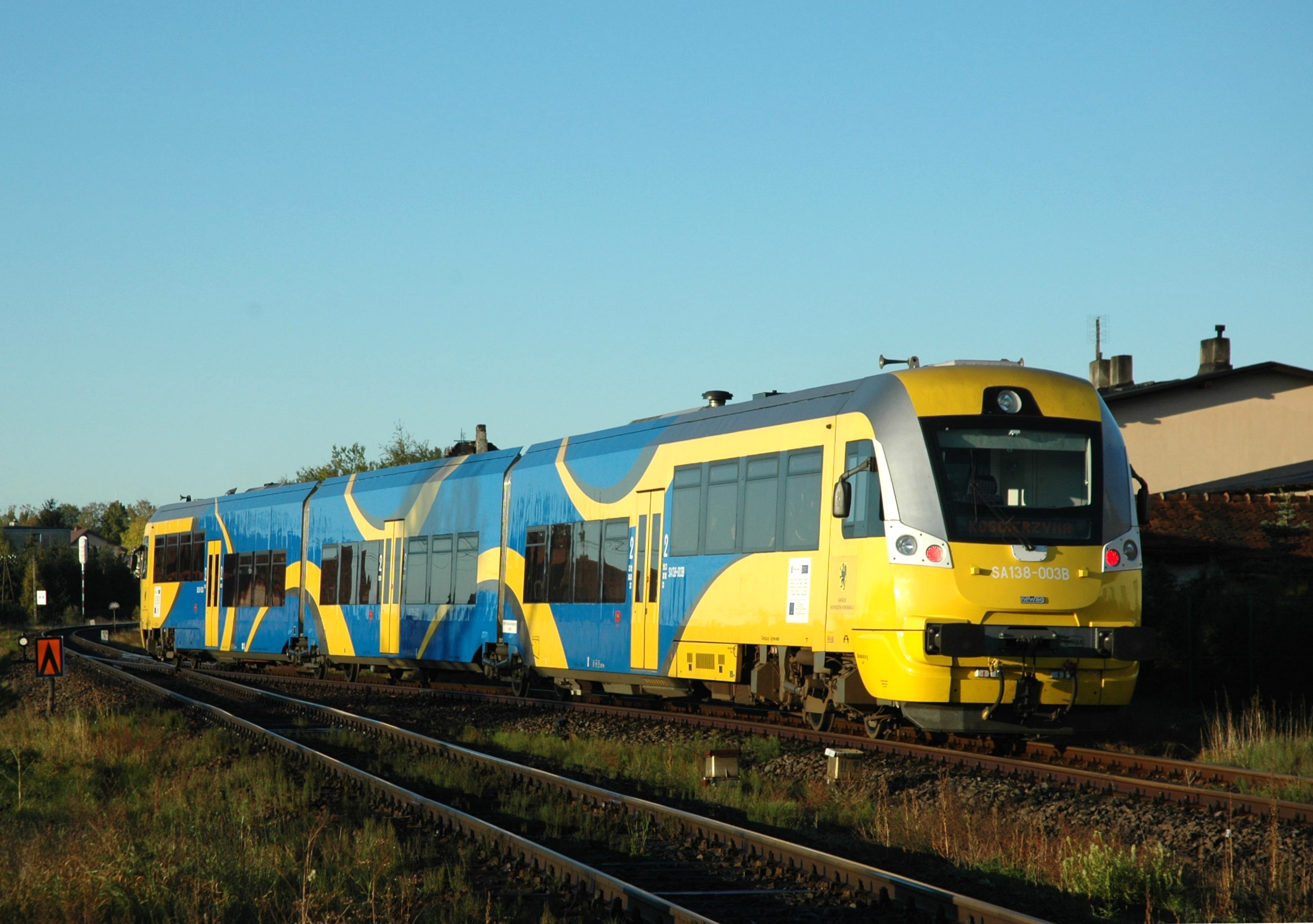
Spalinowy zespół trakcyjny serii SA138 na stacji Żukowo Wschodnie

11 listopada 2010 Newag Nowy Sącz przekazał województwu pomorskiemu dwa dwuczłonowe SZT SA137. Do końca roku zostały jeszcze przekazane kolejne 3 z 4 kupionych przez województwo pojazdów trójczłonowych SA138, a czwarty z nich pojawił się na początku 2011. Pojazdy te zostały kupione ze środków Regionalnego Programu Operacyjnego dla województwa pomorskiego na lata 2007–2013 i przypisane zostały do obsługi połączeń Kościerzyna – Gdynia – Kościerzyna i Gdynia – Hel – Gdynia. Pojazdy te wyparły stosowane dotychczas pojazdy wyprodukowane przez bydgoską PESĘ.
W czerwcu 2011, w związku z pracami torowymi na linii kolejowej nr 9, zmniejszyła się jej przepustowość. Z tego powodu po raz kolejny czasowo większość ruchu towarowego do portu w Gdyni przekierowana została na linię nr 201. Pociągi przewoźnika PKP Cargo na trasie objazdowej prowadzone są przez ostatnie dwusuwowe lokomotywy ST44, czasem wspomagane przez lokomotywy SM42. Zakończenie objazdów było planowane na koniec roku. 29 czerwca 2011 tuż przed mostem na Wierzycy wykoleił się pociąg towarowy relacji Gdynia Port – Lublin; uszkodzeniu uległo 300 metrów toru oraz jedno z przęseł mostu. Szlak pomiędzy Kościerzyną a Bąkiem musiał z tego powodu zostać zamknięty. Wymusiło to dodatkowy objazd przez Lipusz – Chojnice, co spowodowało jeszcze większe problemy i zmniejszenie przepustowości połączenia obsługującego port w Gdyni.
5 października 2011 podpisano umowę z firmą Salcef Costruzioni Edili E Ferroviarie na pierwszy etap rewitalizacji linii nr 201 na odcinku Kościerzyna – Gdynia. 27 maja 2014 PKP PLK podpisały z konsorcjum firm na czele z Rubau Polska umowę na drugi etap rewitalizacji tego odcinka.
W latach 2012–2015 zmodernizowano odcinek Kościerzyna-Gdynia. Modernizacja obejmowała wymianę nawierzchni, budowę nowych peronów i wymianę rozjazdów. W wyniku modernizacji prędkość została podniesiona do 120 km/h; wcześniej obowiązywała szybkość od 60 km/h do 100 km/h.
13 grudnia 2015 obsługę połączeń osobowych na odcinku Gdynia Główna – Kościerzyna przejęła PKP Szybka Kolej Miejska w Trójmieście. W grudniu 2022 przewozy na tej trasie przejęła spółka Polregio.
31 grudnia 2015 spółka PKP PLK ogłosiła przetarg na naprawę bieżącą odcinka Maksymilianowo – Wierzchucin. W wyniku prac remontowych (wykonanych w sierpniu 2016) prędkość dla SZT i pociągów pasażerskich została podniesiona ze 100 km/h do 120 km/h, a dla pociągów towarowych z 60 km/h do 80 km/h.
W marcu 2016 roku spółka PKP PLK ogłosiła przetarg na rewitalizację będącego w złym stanie technicznym toru nr 2 linii 201 na odcinku Nowa Wieś Wielka – Maksymilianowo. Zamówienie obejmie kompleksową wymianę nawierzchni torowej w torze nr 2, kompleksową wymianę sieci trakcyjnej i likwidację nieużywanych peronów przystanków Prądocin i Bydgoszcz Żółwin oraz peronów stacji Bydgoszcz Emilianowo. Celem prac remontowych jest podniesienie prędkości drogowej do 100 km/h dla pociągów towarowych. Prace na obwodnicy towarowej Bydgoszczy rozpoczęły się w listopadzie 2016. Oprócz tych robót planowane są także prace remontowe, obejmujące elektryfikację odcinka Maksymilianowo – Gdynia Główna oraz dobudowę posterunków eksploatacyjnych i drugiego toru na najbardziej obciążonych ruchem kolejowym odcinkach. Rewitalizacja jest finansowana z Programu Operacyjnego Infrastruktura i Środowisko.
22 września 2016 Pomorska Kolej Metropolitalna podpisała z konsorcjum firm Budimex i Ferrovial umowę na budowę 2 nowych przystanków na linii nr 201 Gdynia Karwiny i Gdynia Stadion. 10 grudnia 2017 na tych przystankach zaczęły zatrzymywać się rozkładowe pociągi.
9 maja 2017 podpisano umowę na kolejny etap prac modernizacyjnych na odcinku Nowa Wieś Wielka – Maksymilianowo. 25 września 2017 PKP PLK podpisały ze spółką Egis Poland umowę na opracowanie dokumentacji projektowej na dobudowę drugiego toru pomiędzy Gdańskiem Osową a Kościerzyną oraz elektryfikację odcinka Kościerzyna – Gdynia.
W 2018 postanowiono, że Egis Poland oraz WYG International zaprojektują trzeci tor na odcinku Gdańsk Osowa - Gdynia Główna.
9 listopada 2018 PKP PLK podpisały z firmą MGGP umowę na wykonanie dokumentacji projektowej przebudowy i elektryfikacji linii na odcinku Maksymilianowo – Kościerzyna. Wartość kontraktu to niemal 22,1 mln zł netto. Zakładany czas realizacji umowy wynosił 19 miesięcy. Jak wówczas przewidywano, prace budowlane miały być realizowane w latach 2020–2023. Zamówiony projekt przewiduje budowę 53 km drugiego toru między Maksymilianowem a Zaroślem, elektryfikację ponad 103 km linii oraz modernizację 142 obiektów inżynieryjnych, co umożliwi skrócenie czasu przejazdu na trasie Bydgoszcz - Kościerzyna o 15 min. Zakłada się, że prędkość pociągów pasażerskich osiągnie 140 km/h, a towarowych 120 km/h. Wymienionych będzie łącznie ok. 115 km torów i 146 rozjazdów, a 57 przejazdów kolejowo-drogowych zostanie przebudowanych i wyposażonych w sygnalizację przejazdową. Zbudowanych od nowa lub zmodernizowanych (podwyższonych i wydłużonych) zostanie 29 peronów na 15 stacjach i przystankach, które wyposażone zostaną w nowe wiaty, oświetlenie, ławki, megafony i tablice informacyjne. W Maksymilianowie, Wierzchucinie i Lipowej Tucholskiej planowana jest budowa przejść podziemnych. Przewiduje się również kompleksową modernizację stacji Maksymilianowo i powstanie w jej rejonie dwupoziomowego skrzyżowania z linią kolejową nr 131, co zapewni bezkolizyjny ruch pociągów. Modernizacja obejmie również urządzenia sterowania ruchem kolejowym i telekomunikacji.
Również w ciągu 2018 trwały rozmowy samorządów położonych wokół linii w celu przywrócenia ruchu pasażerskiego w relacji Kościerzyna – Wierzchucin, z inicjatywy wójta gminy wiejskiej Kościerzyna Grzegorza Piechowskiego. Rozważano wspólne finansowanie przewozów przez województwo i gminy. 
4 kwietnia 2019 podpisano kolejną umowę na modernizację odcinka Nowa Wieś Wielka – Maksymilianowo.
13 lipca 2022 ogłoszono przetarg na modernizację i elektryfikację linii kolejowej nr 201 na odcinku Kościerzyna – Somonino i linii nr 214 w formie zaprojektuj i zbuduj.
W sierpniu 2023 PKP PLK ogłosiły przetarg na realizację zadania Odcinek B – Roboty budowlane na linii kolejowej nr 201 odc. Somonino – Gdańsk Osowa w ramach projektu Prace na odcinku Kościerzyna - Gdynia wraz z elektryfikacją linii kolejowej nr 229 w ramach projektu Prace na odcinku Glincz – Kartuzy – faza II. W październiku tego samego roku PKP PLK unieważniły przetarg na modernizację połączenia Kościerzyny z Kartuzami.
W 2023 realizowane na odcinku Wierzchucin – Lipowa Tucholska przewozy pasażerskie były najbardziej deficytowe w całym województwie kujawsko-pomorskim.
20 września 2024 podpisano umowę na realizację zadania Odcinek B – Roboty budowlane na linii kolejowej nr 201 odc. Somonino – Gdańsk Osowa w ramach projektu Prace na odcinku Kościerzyna - Gdynia wraz z elektryfikacją linii kolejowej nr 229 w ramach projektu Prace na odcinku Glincz – Kartuzy – faza II. W grudniu tego samego roku przedstawiciele PKP Polskich Linii Kolejowych podpisali umowę z wykonawcą modernizacji 27 km linii kolejowej nr 201 na odcinku Kościerzyna – Somonino wraz z dobudową drugiego toru oraz 8 km linii nr 214 Somonino – Kartuzy.
Od 30 czerwca 2025 w związku z modernizacją linii kolejowej nr 201 wstrzymany jest ruch kolejowy na odcinku Kościerzyna – Somonino – Gdańsk Osowa.

## Infrastruktura

### Rozgałęzienia
| punkt               | schemat | linie i kierunki                                                                                       |
| ------------------- | ------- | --- |
| Nowa Wieś Wielka    |         | 131 Chorzów-Bydgoszcz/Tczew/Gdańsk                                                                     |
| Bydgoszcz           |         | 18 Toruń Główny /Kutno-Piła 131 Chorzów-Tczew/Gdańsk 209 Chełmża/Kowalewo Pomorskie 356 Gołańcz/Poznań |
| Wierzchucin         |         | 208 Działdowo – Chojnice                                                                               |
| Czersk-Bąk-Szlachta |         | 203 Starogard Gdański/Tczew-Chojnice/Piła/Gorzów Wielkopolski 215 Laskowice Pomorskie                  |
| Kościerzyna         |         | 211 Chojnice                                                                                           |
| Somonino            |         | 214 Kartuzy                                                                                            |
| Glincz              |         | 229 Kartuzy 229 Pruszcz Gdański                                                                        |
| Gdańsk-Gdynia       |         | 202 Wejherowo/Lębork/Słupsk/Koszalin/Stargard 250 – Linia podmiejska SKM w Trójmieście                 |

### Punkty eksploatacyjne

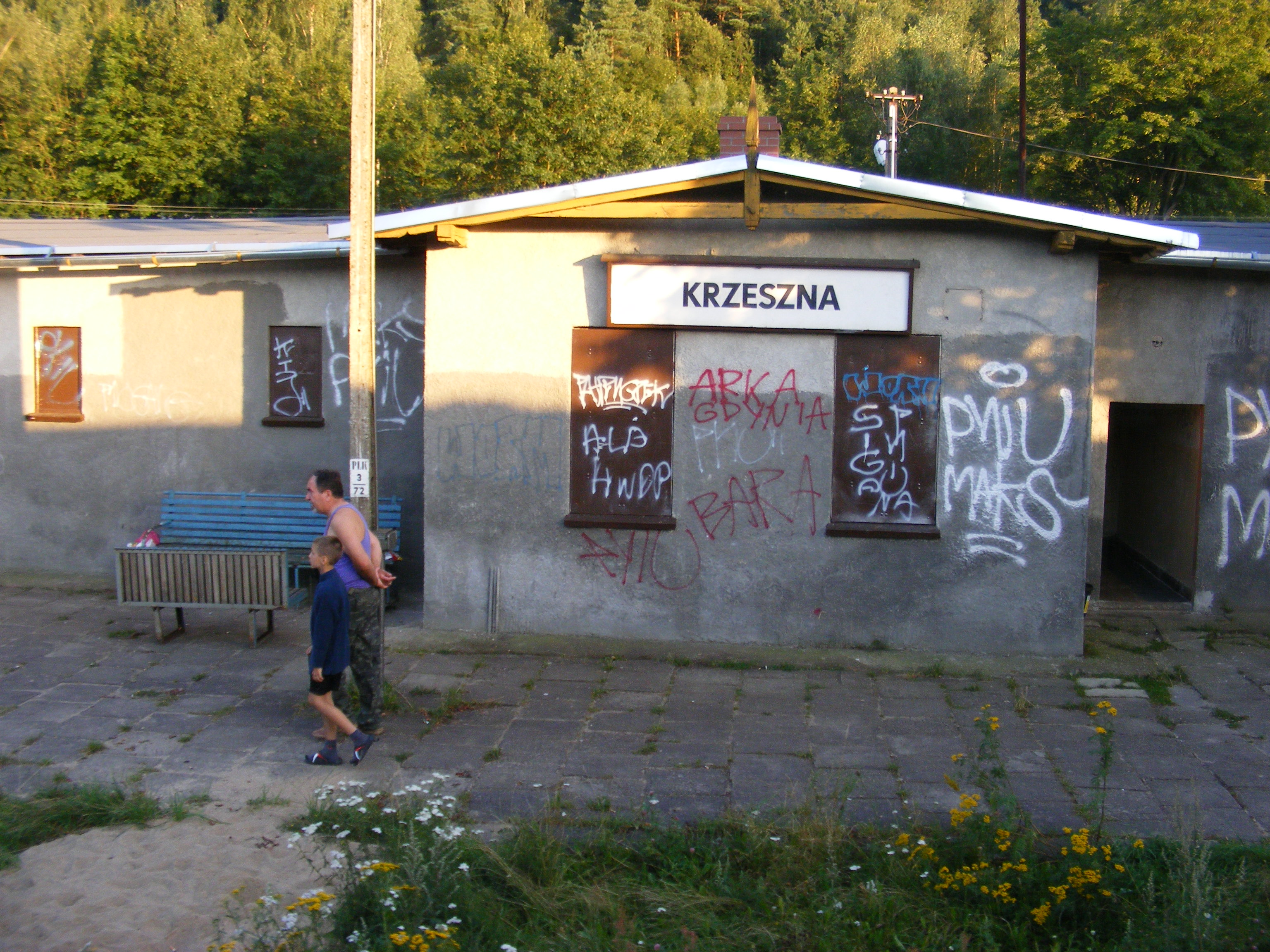
Dworzec w Krzesznej

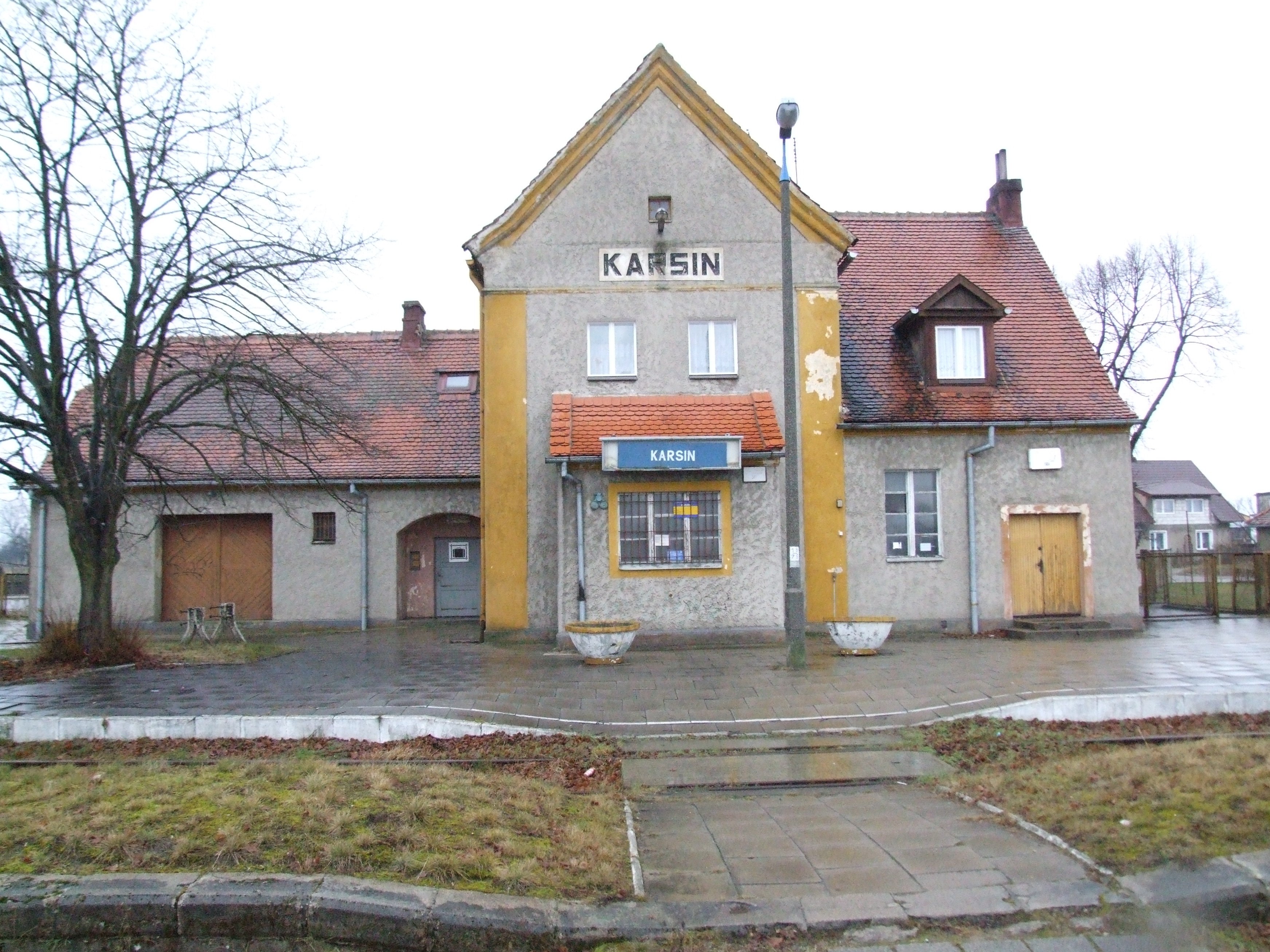
Dworzec w Karsinie (linia kolejowa nr 215)

Dworce na linii kolejowej nr 201 można podzielić na trzy zasadnicze grupy: dworce powstałe przed budową magistrali węglowej, dworce o architekturze typowej dla północnej części magistrali węglowej czyli Bydgoszcz – Gdynia oraz dworce późniejsze.
W pierwszej grupie znajdują się głównie budynki na dawnej linii kolejowej Kościerzyna – Kartuzy. Brak tutaj jednego typowego stylu architektonicznego. Dominuje typowo pruskie budownictwo, dodatkowo ze względu na remonty dość uproszczone.
Druga grupa to dworce zbudowane według znormalizowanego projektu przez Francusko-Polskie Towarzystwo Kolejowe. Mają konstrukcję trójbryłową, w której największa z brył jest mieszkalna. Znajdują się tutaj mieszkania załogi stacji. Wejście do nich znajduje się w rogu budynku od strony placu przeddworcowego. Oprócz mieszkań na parterze znajduje się fragment poczekalni. Pomieszczenia mieszkalne nie mają z poczekalnią żadnego połączenia. W bryle środkowej znajduje się hala poczekalni, która częściowo wchodzi na „bryłę mieszkalną”; w niej „wykrojone” jest miejsce na kasę bagażową. W trzeciej bryle znajdują się dwa pomieszczenia: pokój naczelnika stacji oraz pomieszczenie, w którym znajduje się kasa biletowa, telegraf, a w razie potrzeby również nastawnia.
Dodatkowo w podobnym stylu, aczkolwiek według innego projektu, wykonane zostały w 1928 trzy dworce – Bąk, Olpuch-Wdzydze oraz leżący na linii 215 Karsin. Budynki te są czetrobryłowe. Główna bryła jest piętrowa w centrum, a w niej (oraz w niewielkiej bryle przedniej) na parterze znajduje się kasa biletowa oraz wejście do mieszkań znajdujących się na piętrze. Wejścia do mieszkań znajdują się od strony placu. W mniejszej z brył bocznych znajduje się poczekalnia z jednym wejściem od strony peronów; w drugiej znajduje się kasa bagażowa oraz magazyn podręczny.
Przystanki powstałe w późniejszym czasie mają architekturę socrealistyczną albo zamiast dworca na peronie znajduje się wiata, podobna do tych stosowanych na przystankach autobusowych.
| Rodzaj i nazwa                                                      | Zdjęcie | Liczba krawędzi peronowych | Infrastruktura |
| ------------------------------------------------------------------- | ------- | -------------------------- | --- |
| stacja kolejowa Nowa Wieś Wielka                                    |         | 6                          | bocznica urządzenie nagłaśniające                                                                                         |
| przystanek osobowy Prądocin                                         |         | 2                          | |
| stacja kolejowa Bydgoszcz Emilianowo                                |         | 0                          | 3 bocznice |
| zlikwidowany przystanek osobowy Bydgoszcz Żółwin                    |         | 0                          | |
| stacja kolejowa Bydgoszcz Wschód                                    |         | 3                          | lokomotywownia 5 bocznic urządzenie nagłaśniające                                                                         |
| posterunek odgałęźny, przystanek osobowy i ładownia Bydgoszcz Leśna |         | 2                          | kasa biletowa bocznica wiata urządzenie nagłaśniające paletowe tablice informacyjne                                       |
| stacja kolejowa Maksymilianowo                                      |         | 5                          | 3 bocznice urządzenie nagłaśniające                                                                                       |
| przystanek osobowy Stronno                                          |         | 1                          | |
| przystanek osobowy Wudzyn                                           |         | 1                          | zadaszenie |
| stacja kolejowa Serock                                              |         | 3                          | urządzenie nagłaśniające                                                                                                  |
| przystanek osobowy Lubania Lipiny                                   |         | 1                          | wiata |
| przystanek osobowy Świekatowo                                       |         | 1                          | wiata |
| przystanek osobowy Lipienica                                        |         | 1                          | wiata |
| ładownia publiczna i przystanek osobowy Błądzim                     |         | 3                          | |
| stacja kolejowa Wierzchucin                                         |         | 5                          | urządzenie nagłaśniające                                                                                                  |
| przystanek osobowy Zielonka Pomorska                                |         | 1                          | wiata |
| przystanek osobowy Małe Gacno                                       |         | 1                          | wiata |
| przystanek osobowy Zarośle                                          |         | 3                          | |
| przystanek osobowy Rosochatka                                       |         | 1                          | |
| stacja kolejowa Lipowa Tucholska                                    |         | 5                          | urządzenie nagłaśniające                                                                                                  |
| przystanek osobowy Łąg Południowy                                   |         | 1                          | wiata |
| przystanek osobowy Szałamaje                                        |         | 1                          | |
| przystanek osobowy Wojtal                                           |         | 1                          | wiata |
| stacja kolejowa Bąk                                                 |         | 3                          | urządzenie nagłaśniające                                                                                                  |
| przystanek osobowy Olpuch                                           |         | 1                          | wiata |
| przystanek osobowy Olpuch Wdzydze                                   |         | 1                          | |
| przystanek osobowy Podleś                                           |         | 1                          | |
| stacja kolejowa Kościerzyna                                         |         | 4                          | kasa biletowa wiata urządzenie nagłaśniające Muzeum Kolejnictwa 2 rampy nieczynna lokomotywownia                          |
| przystanek osobowy Skorzewo                                         |         | 1                          | wiata |
| stacja kolejowa Gołubie Kaszubskie                                  |         | 2                          | wiata urządzenie nagłaśniające                                                                                            |
| przystanek osobowy Krzeszna                                         |         | 1                          | wiata |
| przystanek osobowy Wieżyca                                          |         | 1                          | wiata |
| przystanek osobowy Sławki                                           |         | 1                          | wiata |
| stacja kolejowa Somonino                                            |         | 2                          | wiata urządzenie nagłaśniające                                                                                            |
| przystanek osobowy Kiełpino Kartuskie                               |         | 1                          | wiata |
| przystanek osobowy Babi Dół                                         |         | 1                          | wiata |
| przystanek osobowy Borkowo                                          |         | 1                          | wiata |
| przystanek osobowy Żukowo                                           |         | 1                          | wiata |
| stacja kolejowa Żukowo Wschodnie                                    |         | 2                          | urządzenie nagłaśniające                                                                                                  |
| przystanek osobowy Pępowo Kartuskie                                 |         | 1                          | wiata |
| przystanek osobowy Rębiechowo                                       |         | 1                          | wiata |
| stacja kolejowa Gdańsk Osowa                                        |         | 3                          | rampa urządzenie nagłaśniające                                                                                            |
| stacja kolejowa Gdynia Wielki Kack                                  |         | 1                          | urządzenie nagłaśniające                                                                                                  |
| przystanek osobowy Gdynia Karwiny                                   |         | 2                          | |
| przystanek osobowy Gdynia Stadion                                   |         | 2                          | |
| stacja kolejowa Gdynia Główna                                       |         | 8                          | przejście podziemne zadaszenie peronów wyświetlacze elektroniczne urządzenie nagłaśniające kasy biletowe wi-fi 3 bocznice |
| stacja kolejowa Gdynia Port                                         |         | 0                          | 32 bocznice |
| [ 5 ] [ 103 ]                                                       |         | [ 6 ]                      | |

### Infrastruktura towarzysząca

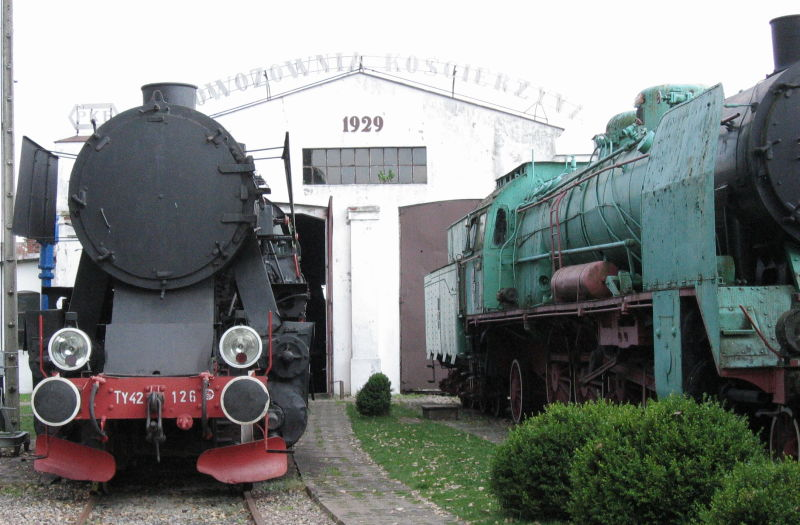
Muzeum Kolejnictwa w Kościerzynie

Przy linii kolejowej nr 201 funkcjonowały dwie lokomotywownie – Kapuścisko Tranzytowe (obecnie Bydgoszcz Wschód Towarowa) i Kościerzyna. Powstała w 1928 lokomotywownia w Kościerzynie została zlikwidowana i na jej miejscu w 1992 powstało Muzeum Kolejnictwa w Kościerzynie. W zbiorach muzeum znajdują się pojazdy kolejowe, w tym jedyne zachowane egzemplarze serii oraz modele i pamiątki związane nie tylko z funkcjonowaniem parowozowni. Lokomotywownia Bydgoszcz Wschód działa nadal.
Dodatkowo w Kościerzynie, oprócz typowych mieszkań dla załogi stacji w budynku dworca, powstało osiedle wielorodzinnych domów kolejowych położone pomiędzy dworcem a miastem. Budowa tych budynków rozpoczęła się w 1925 roku. Domy mieszkalne powstały również przy dworcach Olpuch-Wdzydze, Bąk oraz w położonym na linii kolejowej nr 215 Karsinie.

## Ruch pociągów

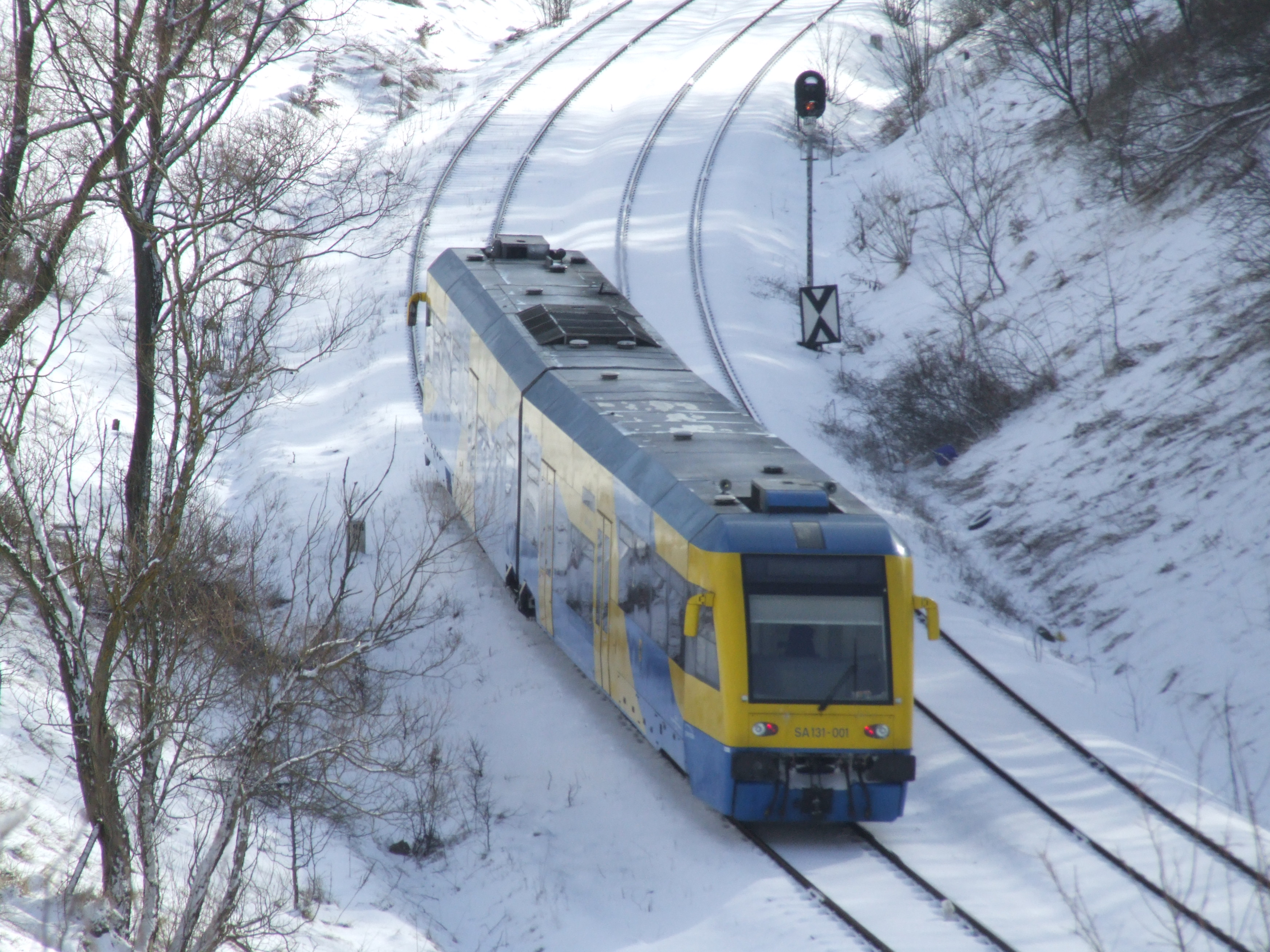
SA131 pomiędzy Gdańskiem Osową a Gdynią Główną

### Pociągi regionalne
Regularny ruch pociągów regionalnych prowadzony jest przez Arrivę RP między Maksymilianowem a Lipową Tucholską oraz przez Polregio między Kościerzyną a Gdynią Główną

### Pociągi dalekobieżne
Rozkład 2008/2009 ważny do 12 grudnia 2009 był ostatnim, w którym pojawił się pociąg pospieszny na tej trasie. 30 sierpnia 1990 przejechał ostatni pociąg pospieszny, który jeździł po czynnym w ruchu pasażerskim odcinku tej linii. W wakacje 2016 r. na odcinku Bąk – Gdynia Główna pojawił się TLK Gemini relacji Rzeszów Główny – Hel, jednak w następnym roku nie został uruchomiony. Dwa lata później, na odcinku z Gdyni do Kościerzyny, w ramach trzytygodniowego objazdu, pojawił się TLK Bory Tucholskie do Piły.

### Pociągi towarowe

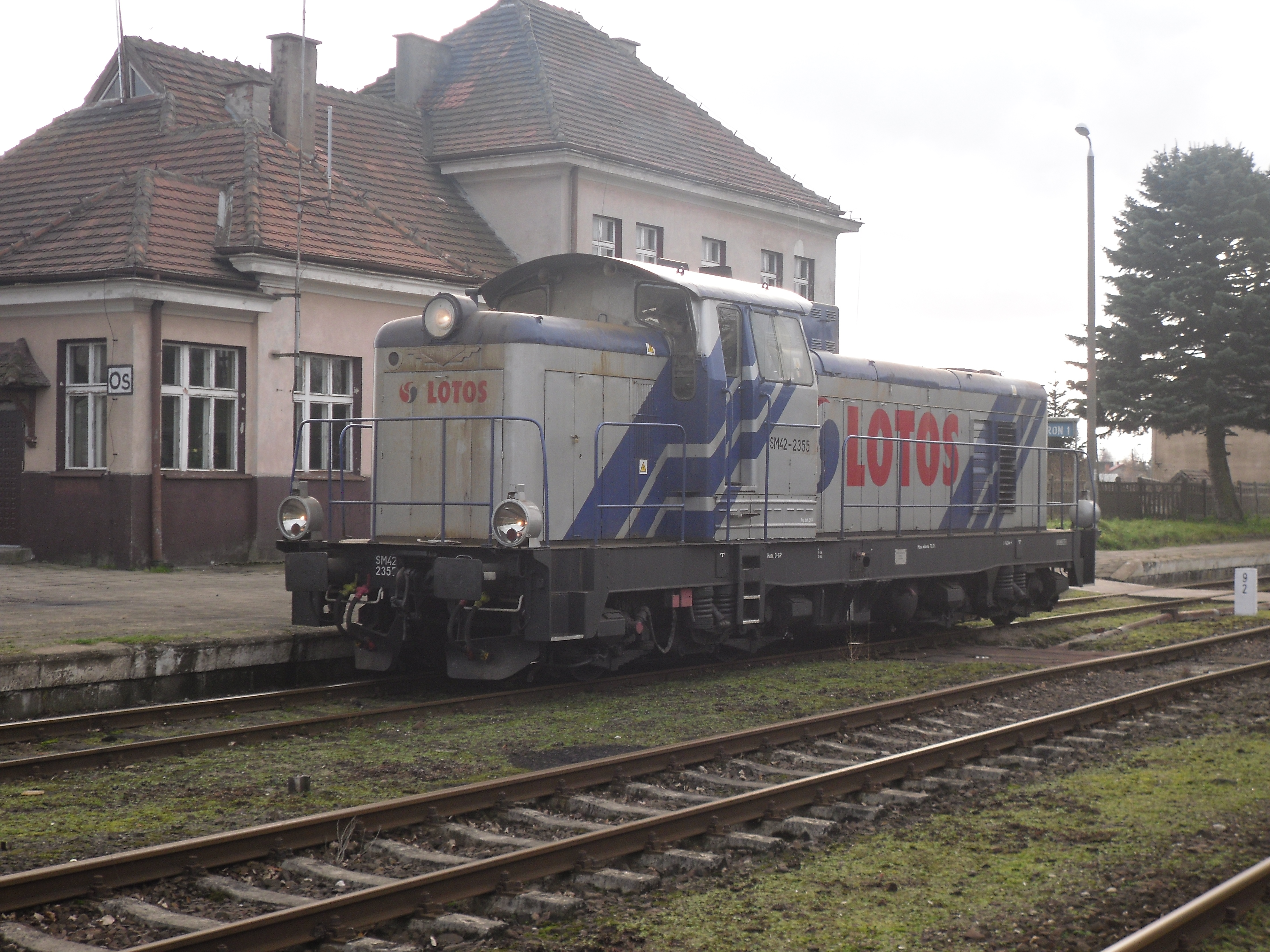
Lokomotywa Lotosu manewrująca na stacji Gdańsk Osowa

Linia nr 201 zbudowana została głównie dla dalekobieżnego ruchu towarowego, jednakże jego udział w tym ruchu – po elektryfikacji połączenia przez Tczew – jest znikomy. Linia ta obsługuje głównie ruch lokalny związany z potrzebami przemysłu w powiatach kościerskim i bytowskim. Rola tej linii wzrasta podczas zakłóceń w ruchu na odcinku Tczew – Gdańsk lub Bydgoszcz – Tczew, bowiem stanowi alternatywę lub wzmocnienie tych połączeń.
Dodatkowo przez magistralę węglową jeżdżą pociągi innych prywatnych przewoźników, między innymi skład TEM2 + specjalna platforma + wagon obsługi +TEM2, którym nieregularnie przewozi się po jednym generatorze z zakładów Alstom we Wrocławiu do portu w Gdyni. Wcześniej skład ten ciągnięty był przez ST44. Pociąg ten, ze względu na przekroczoną skrajnię, porusza się tylko w dzień z prędkością 30 km/h.